# 库德赖-拉比
库德赖-拉比（法語：Coudray-Rabut，法語發音：[kudʁɛ ʁaby] ⓘ）是法国卡尔瓦多斯省的一个旧市镇，位于该省东北部，属于利雪区。库德赖-拉比于1828年由原市镇库德赖（Coudray）和拉比（Rabut）合并而成。2019年，库德赖-拉比并入市镇蓬莱韦克。

## 地理
库德赖-拉比（49°18'19"N, 0°11'8"E）面积4.91 平方千米，位于法国诺曼底大区卡爾瓦多斯省，该省份为法国西北部沿海省份，北濒大西洋英吉利海峡，东北与滨海塞纳省以海上边界相接，东临厄尔省，南至奧恩省，西与芒什省接壤。
与库德赖-拉比接壤的市镇（或旧市镇、城区）包括：蓬萊韋克、勒镇、圣加蒂安德布瓦、圣马丹欧沙尔特兰、叙尔维尔、欧日地区图维尔、蓬莱韦克。
库德赖-拉比的时区为UTC+01:00、UTC+02:00（夏令时）。

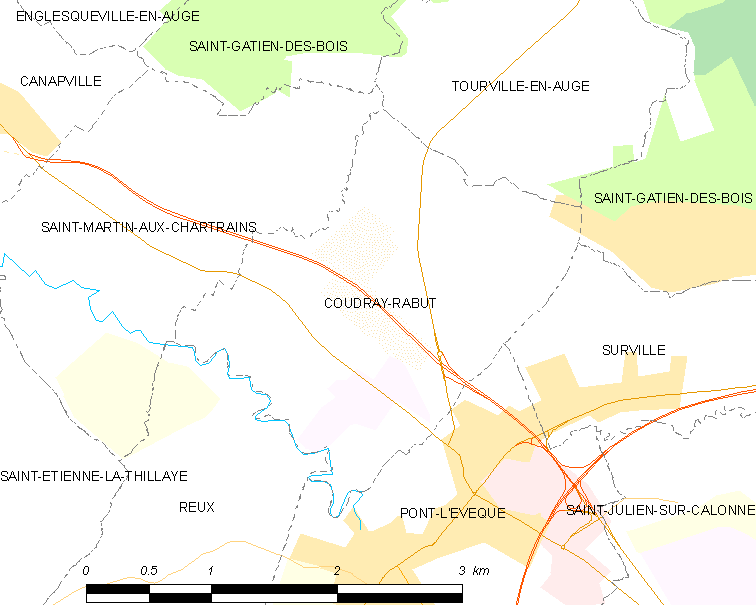
库德赖-拉比的OSM定位图

## 行政
库德赖-拉比的邮政编码为14130，INSEE市镇编码为14185。

## 政治
库德赖-拉比所属的省级选区为蓬莱韦克县。

## 人口

1962-2008年间库德赖-拉比人口变化图示

库德赖-拉比于2015时的人口数量为321人。